# Rajas
No induismo, rajas (sânscrito: रजस्) é o aspecto (guna) que caracteriza um comportamento/qualidade inata que impulsiona o movimento, a energia e, a atividade; um conceito filosófico e psicológico desenvolvido pela escola hindu samkhya. E segundo esta filosofia: sāttvika é puro ou equilíbrio; rājasika é movimento, e; tāmasika é obscuro ou violência. Rajas ajuda a atualizar os outros dois gunas.
Rajas às vezes é traduzido como paixão, onde é usado no sentido de atividade, sem nenhum valor particular e pode ser contextualmente bom ou ruim.

## Descrição
Na filosofia Samkhya, um guṇa é uma das três "tendências, qualidades": sattva, rajas e tamas . Esta categoria foi amplamente adotada por várias escolas do hinduísmo para categorizar o comportamento e os fenômenos naturais. As três qualidades são:
- Sattva é a qualidade do equilíbrio, harmonia, bondade, pureza, universalização, holística, construtiva, criativa, construtiva, atitude positiva, luminosa, serenidade, ser-idade, pacífica, virtuosa.[2][7][8]
- Rajas é a qualidade da paixão, da atividade, nem boa nem má e, às vezes, também, egocentrismo, egoísmo, individualização, impulso, movimento, dinâmico.[9][10]
- Tamas é a qualidade do desequilíbrio, desordem, caos, ansiedade, impuro, destrutivo, ilusão, negativo, monótono ou inativo, apatia, inércia ou letargia, violento, vicioso, ignorante.[11]

Na filosofia indiana, essas qualidades não são consideradas como presentes de uma forma ou de outra. Em vez disso, qualquer coisa detém um pouco de cada uma das três, apenas em proporções diferentes e em contextos diferentes. O ser vivo ou substância é visto como o resultado líquido do efeito conjunto dessas três qualidades.
De acordo com a escola Samkya, ninguém e nada é puramente sáttvico ou puramente rajásico ou puramente tamásico. A natureza e o comportamento de uma pessoa são uma interação complexa de tudo isso, com cada guna em graus variados. Em alguns, a conduta é Rajásica com significativa influência do guna Sattvic, em alguns é Rajásica com influência significativa do guna Tamásico, e assim por diante.